# Vice-président des États fédérés de Micronésie
Le vice-président des États fédérés de Micronésie (en anglais : Vice President of the Federated States of Micronesia) est le deuxième poste le plus élevé des États fédérés de Micronésie. Le vice-président fait également partie du Congrès, la législature du pays.

## Fonction
Le Congrès élit, lors de la première session suivant les élections quadriennales, le président et le vice-président parmi les sénateurs avec un siège de quatre ans. Ils doivent être d'États différents. Ils exercent un mandat de quatre ans avec possibilité de réélection mais ne peuvent pas servir plus de deux mandats consécutifs. Une fois élus, au nom de la séparation des pouvoirs, leurs postes de sénateurs sont pourvus par des élections partielles,.
Le vice-président est, dans la constitution, chargé de succéder au président en cas de décès ou d'invalidité. Il est également un membre du gouvernement et exécute les tâches assignées par le président.
Le salaire annuel du vice-président est fixé à 70 000 dollars américains.
Les membres du Congrès peuvent destituer et révoquer le président, le vice-président pour trahison ou corruption par un vote des deux tiers des membres. La Cour suprême a le pouvoir d'examiner la mise en accusation du président ou du vice-président.

## Liste
Les vice-président des États fédérés de Micronésie sont :
| No | Portrait | Nom                    | Début du mandat             | Fin du mandat   | Notes |
| -- | -------- | ---------------------- | --------------------------- | --------------- | ----- |
| 1  |          | Petrus Tun             | 11 mai 1979                 | 9 mai 1983      |       |
| 2  |          | Bailey Olter           | 9 mai 1983                  | 11 mai 1987     |       |
| 3  |          | Hirosi Ismael (en)     | 11 mai 1987                 | 11 mai 1991     |       |
| 4  |          | Jacob Nena             | 11 mai 1991                 | 8 novembre 1996 |       |
| 5  |          | Leo Falcam             | 8 mai 1997                  | 11 mai 1999     |       |
| 6  |          | Redley A. Killion (en) | 11 mai 1999                 | 11 mai 2007     |       |
| 7  |          | Alik Alik (en)         | 11 mai 2007                 | 11 mai 2015     |       |
| 8  |          | Yosiwo George (en)     | 11 mai 2015                 | 13 août 2022    |       |
| 9  |          | Aren Palik (en)        | Depuis le 13 septembre 2022 |                 |       |